# Chamaemelum fuscatum
La manzanilla fina o manzanilla de invierno (Chamaemelum fuscatum), es una especie de planta perteneciente a la familia de las asteráceas.

## Descripción
Hierba anual. Tallos de hasta 40 cm. Hojas inferiores bi o tripinnatisectas; las superiores normalmente pinnatisectas; lóbulos lineares, no mucronados. Pedúnculos ensanchados en la parte superior. Brácteas interseminales obovadas, glabras. Flores flosculosas con base decurrente por ambos lados del ovario a modo de 2 gibas basales casi opuestas. Aquenios ovoideos, con c. 30 costillas longitudinales, 3 de ellas más prominentes.

## Distribución y hábitat
Mediterráneo Occidental. Lugares temporalmente encharcados. Florece y fructifica desde el otoño hasta la primavera.

## Taxonomía
Chamaemelum fuscatum fue descrita por (Brot.) Vasc. y publicado en  Anais Inst. Vinho Porto 20: 276. 1966.
Citología
Número de cromosomas de Chamaemelum fuscatum (Fam. Compositae) y táxones infraespecíficos:  2n=18
Etimología
Chamaemelum: nombre genérico que deriva del griego chamai =  "baja, enana", y melón =  "manzana", que significa "manzana terrera"
fuscatum: epíteto latino que significa "oscuro".
Sinonimia
- Anthemis fallax Willd.
- Anthemis fuscata Brot.
- Anthemis fuscata var. minor Hoffmanns. & Link
- Anthemis praecox Link
- Chamaemelum fuscatum f. minor (Hoffmanns. & Link) Benedí
- Chamomilla fuscata Gren. & Godr.
- Ormenis maialis Sennen & Mauricio
- Ormenis praecox (Link) Briq. & Cavill.
- Perideraea fuscata (Brot.) Webb[6]

## Nombres comunes
- Castellano: clavellina, clavellina blanca, magarza, manzanilla casera, manzanilla de invierno, manzanilla fusca, margarita, margaza.[7]